# John Lilburne
John Lilburne (né en 1614, probablement à Sunderland - 29 août 1657), connu aussi sous le nom de Freeborn John, est un homme politique niveleur anglais durant la Première révolution anglaise (1642-1650). Il est également écrivain.